# L'Imagination
 (janvier 2020).
Améliorez-le ou discutez des points à vérifier. 
L'Imagination est un essai du philosophe Jean-Paul Sartre sur l'histoire philosophique du concept de l'imagination et la reconstruction phénoménologique de l'image, paru en 1936.
Son style est celui d'une recherche académique, initiée en 1927, qui sera approfondie dans L'Imaginaire paru en 1940.
L'Imagination s'inscrit dans la tradition phénoménologique et est marqué par l'influence de Husserl sur la pensée de Sartre à cette époque.
Ce texte contient les premières formes des idées importantes de Sartre, qu'il développe plus tard dans sa philosophie existentialiste.
En rupture avec le psychologisme, Sartre considère l'imagination comme un acte intentionnel de la conscience, distinct de la perception sensorielle. Sartre rejette ainsi l'idée que l'image mentale est une simple copie affaiblie de la perception.
Il critique les théories de l'époque qui voient l'image mentale comme une entité intermédiaire entre la réalité et la perception. Pour Sartre, l'imagination ne contient pas l’objet, mais le vise à distance, dans une absence : imaginer, c'est poser un objet comme "irréel". Sartre introduit ici une idée qui deviendra centrale dans L'Être et le Néant (1943) : la conscience a la capacité de "néantiser", c'est-à-dire de se distancer de l’être pour projeter du possible, de l’irréel. Cette capacité à dépasser le réel par l’imagination est une préfiguration de sa conception de la liberté existentielle, qui sera pleinement développée dans L’Être et le Néant.

## Résumé[De quoi?]
- I – Les grands systèmes métaphysiques.
- II – Le problème de l’image et l’effort des psychologues pour trouver une méthode positive
- III – Les contradictions de la conception classique
- IV – Husserl